# Pfarrhaus (Roßhaupten)

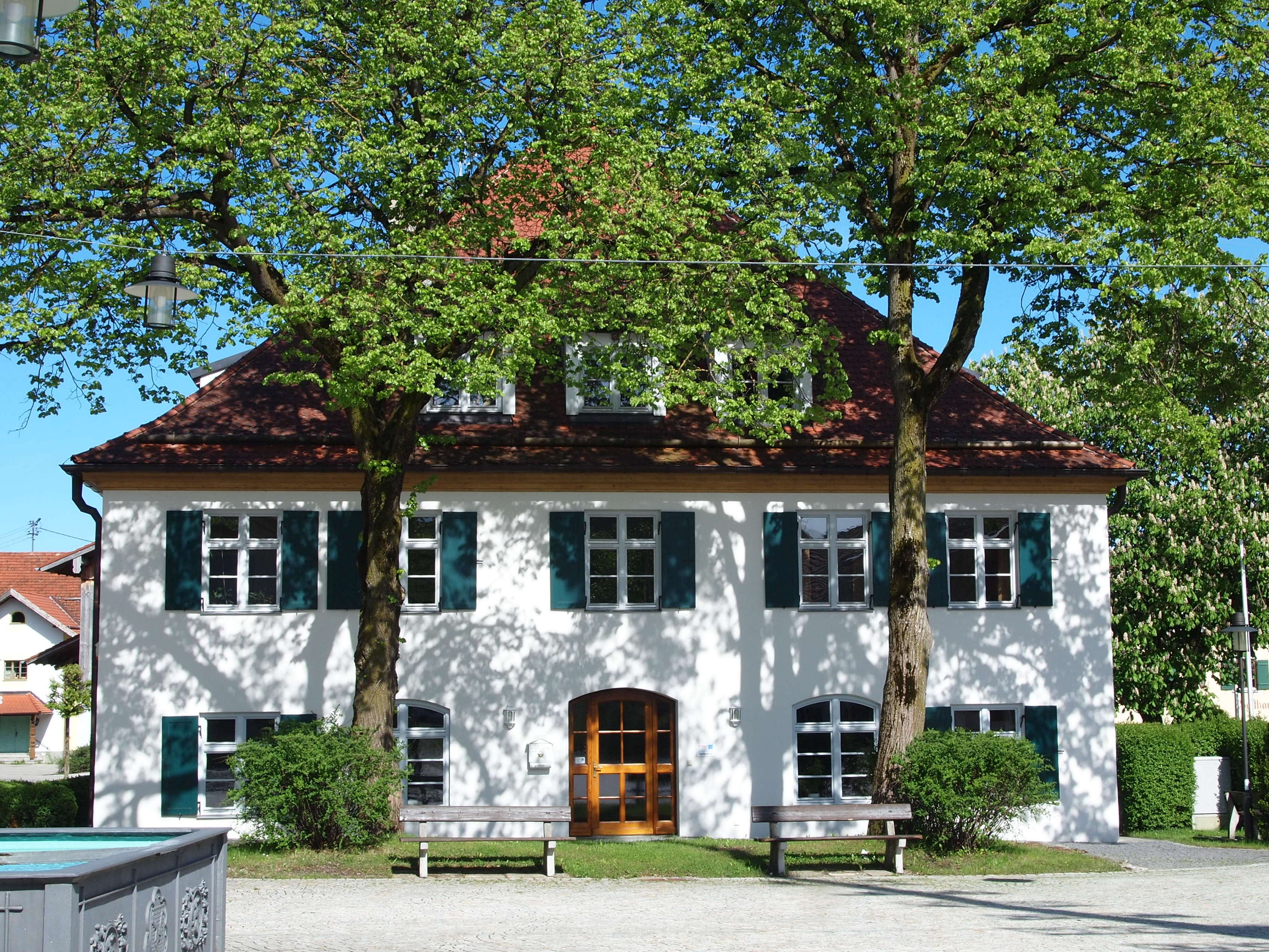
Ehemaliges Pfarrhaus in Roßhaupten

Das Pfarrhaus in Roßhaupten, einer Gemeinde im Landkreis Ostallgäu im bayerischen Regierungsbezirk Schwaben, wurde nach 1663 erbaut und von 1726 bis 1728 verändert. Das ehemalige Pfarrhaus an der Hauptstraße 12, nördlich der katholischen Pfarrkirche St. Andreas, ist ein geschütztes Baudenkmal.
Das zweigeschossige Walmdachbau über hölzernem Traufgesims besitzt fünf zu sieben Fensterachsen.